# Конькобежный спорт на зимних Азиатских играх 2017
Конькобежный спорт на зимних Азиатских играх 2017 — соревнования по конькобежному спорту, которые прошли в рамках зимних Азиатских игр 2017 года.
Все соревнования прошли в Обихиро, Япония, с 19 по 23 февраля 2017 года на крытом катке Мейдзи Хоккайдо Токати.
Было разыграно 14 комплектов медалей, по 7 у мужчин и женщин.

## Медалисты

### Мужчины
| Дисциплина      | Золото                                             | Серебро                                          | Бронза                                               |
| --------------- | -------------------------------------------------- | ------------------------------------------------ | ---------------------------------------------------- |
| 500 м           | Гао Тинъюй Китай                                   | Цубаса Хасэгава Япония                           | Чха Мин Гю Республика Корея                          |
| 1000 м          | Такуро Ода Япония                                  | Денис Кузин Казахстан                            | Сюнсукэ Накамура Япония                              |
| 1500 м          | Ким Минсок Республика Корея                        | Такуро Ода Япония                                | Таро Кандо Япония                                    |
| 5000 м          | Ли Сын Хун Республика Корея                        | Рёсукэ Цутия Япония                              | Сэйтаро Итинохэ Япония                               |
| 10 000 м        | Ли Сын Хун Республика Корея                        | Рёсукэ Цутия Япония                              | Сэйтаро Итинохэ Япония                               |
| Масс-старт      | Ли Сын Хун Республика Корея                        | Шейн Уильямсон Япония                            | Ким Минсок Республика Корея                          |
| Командная гонка | Республика Корея Чу Хён Джун Ким Минсок Ли Сын Хун | Япония Сёта Накамура Шейн Уильямсон Рёсукэ Цутия | Казахстан Дмитрий Бабенко Денис Кузин Фёдор Мезенцев |

### Женщины
| Дисциплина      | Золото                                      | Серебро                                        | Бронза                           |
| --------------- | ------------------------------------------- | ---------------------------------------------- | -------------------------------- |
| 500 м           | Нао Кодайра Япония                          | Ли Сан Хва Республика Корея                    | Ариса Го Япония                  |
| 1000 м          | Нао Кодайра Япония                          | Михо Такаги Япония                             | Чжан Хун Китай                   |
| 1500 м          | Михо Такаги Япония                          | Мисаки Осигири Япония                          | Чжан Хун Китай                   |
| 3000 м          | Михо Такаги Япония                          | Ким Бо Рым Республика Корея                    | Аяно Сато Япония                 |
| 5000 м          | Ким Бо Рым Республика Корея                 | Хань Мэй Китай                                 | Маи Кияма Япония                 |
| Масс-старт      | Михо Такаги Япония                          | Аяно Сато Япония                               | Ким Бо Рым Республика Корея      |
| Командная гонка | Япония Мисаки Осигири Нана Такаги Аяно Сато | Республика Корея Пак Чи У Но Сон Ён Ким Бо Рым | Китай Чжао Синь Лю Цзин Хань Мэй |

## Медальный зачёт
| Место | Страна           | Золото | Серебро | Бронза | Всего |
| ----- | ---------------- | ------ | ------- | ------ | ----- |
| 1     | Япония           | 7      | 9       | 7      | 23    |
| 2     | Республика Корея | 6      | 3       | 3      | 12    |
| 3     | Китай            | 1      | 1       | 3      | 5     |
| 4     | Казахстан        | 0      | 1       | 1      | 2     |
| Всего | Всего            | 14     | 14      | 14     | 42    |